# Édouard Goubert

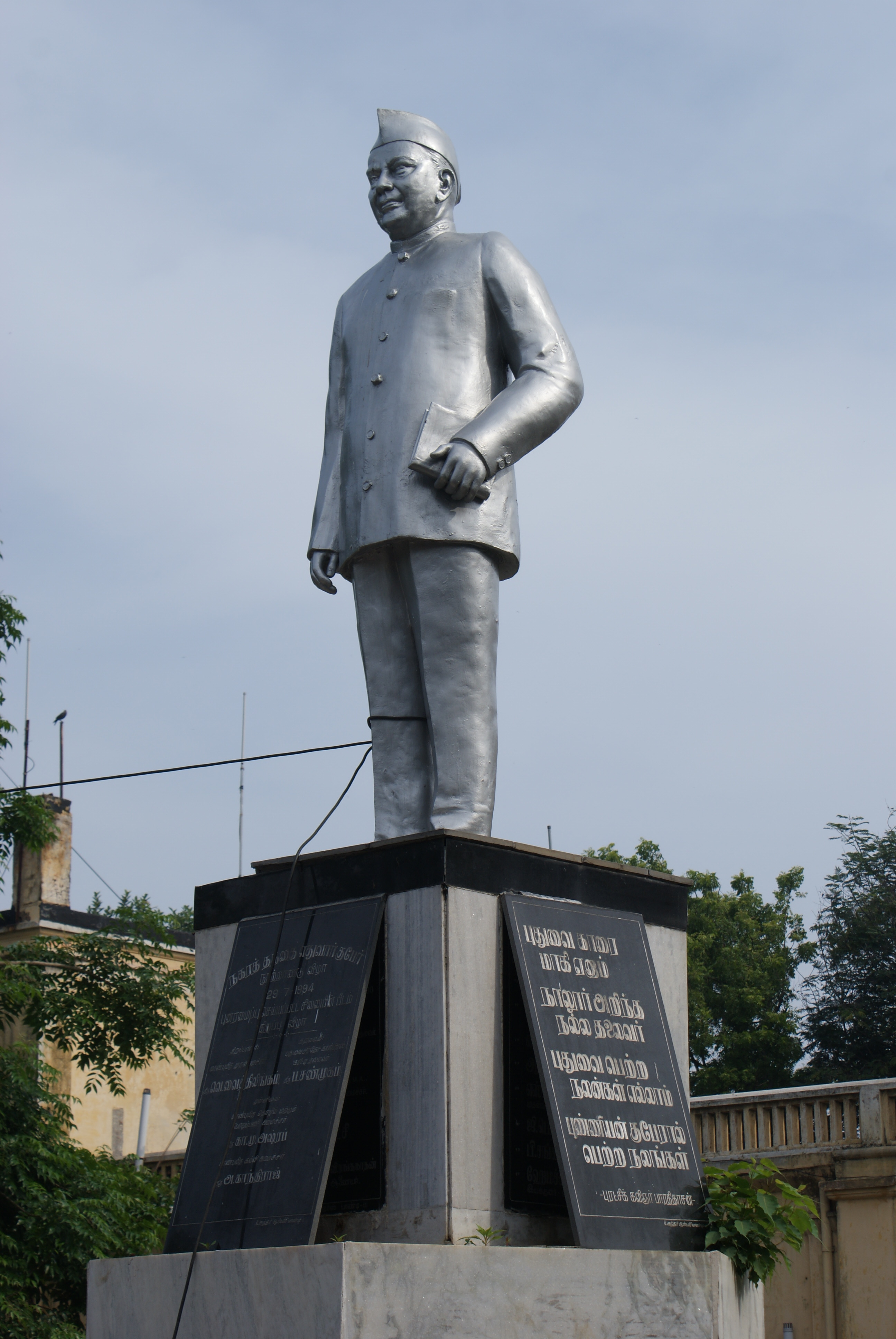
Statue Edouard Gouberts in Puducherry

Édouard Goubert (* 29. Juli 1894 in Pondicherry; † 14. August 1979 in Asho) war ein französisch-indischer Politiker. Er vertrat von 1951 bis 1954 Französisch-Indien in der französischen Nationalversammlung. Goubert spielte eine wichtige Rolle beim Anschluss der französischen Besitzungen an Indien. Nachdem dieser vollzogen war, fungierte er von 1963 bis 1964 als erster Chief Minister (Regierungschef) des neugegründeten Unionsterritoriums Pondicherry.

## Biografie
Édouard Goubert wurde am 29. Juli 1894 in Pondicherry (Puducherry), damals Hauptstadt Französisch-Indiens, geboren. Er begann eine Karriere in der Kolonialverwaltung und arbeitete als oberster Gerichtsschreiber am Gerichtshof Pondicherrys. 1951 kandidierte er als mit der Union démocratique et socialiste de la Résistance (UDSR) assoziierter Kandidat für den Sitz Französisch-Indiens in der französischen Nationalversammlung (Assemblée Nationale). Goubert gewann die Wahl mit einer überwältigenden Mehrheit von 99,3 Prozent der Stimmen.
Nachdem die französischen Besitzungen in Indien in einer Volksabstimmung 1949 sich mit Ausnahme Chandannagars noch für einen Verbleib bei Frankreich entschieden hatten, gewann die pro-indische Fraktion in den Folgejahren an Oberhand. Auch Edouard Goubert setzte sich für den Anschluss der französischen Besitzungen an die Republik Indien ein. Im März 1954 reiste er nach Pondicherry und beteiligte sich an der Agitation für die „Befreiung“ Französisch-Indiens, weshalb am 29. Juni 1954 seine parlamentarische Immunität aufgehoben wurde. Am 1. November 1954 vollzogen die französischen Besitzungen de facto den Anschluss an Indien. Damit endete auch Gouberts Abgeordnetentätigkeit in der Nationalversammlung.
Nach dem Anschluss an Indien war Edouard Goubert für den Indischen Nationalkongress politisch aktiv. Von 1956 bis 1959 fungierte er als Chief Counsellor, der kommissarisch die ehemaligen französischen Besitzungen regierte. Nachdem der 1956 abgeschlossene Vertrag, in dem Frankreich seine Kolonien an Indien abtrat, 1962 nach der Ratifizierung durch das französische Parlament de jure in Kraft getreten war, wurde aus den ehemaligen französischen Besitzungen das Unionsterritorium Pondicherry gebildet. Edouard Goubert wurde am 1. Juli 1963 als erster Chief Minister (Regierungschef) des Unionsterritoriums vereidigt und blieb bis zum 11. September 1964 im Amt. Bei der ersten Parlamentswahl in Pondicherry zog er 1964 in das Parlament des Unionsterritoriums ein.
Edouard Goubert verstarb am 14. August 1979 in Asho bei Bangalore. In Puducherry wird er wegen seiner Rolle beim Anschluss an Indien verehrt und als Papa Goubert oder Nagara Thanthai („Vater der Stadt“) bezeichnet. Noch zu seinen Lebzeiten wurde 1976 an der Südostecke des Bharati Park (Government Park) im Zentrum Puducherrys eine Statue Edouard Gouberts aufgestellt. Führende Politiker Puducherrys machen ihr am Geburts- und am Todestag Gouberts regelmäßig ihre Aufwartung. Die Strandpromenade Puducherrys, die ehemalige Beach Road, ist in Goubert Salai (Goubert-Straße) umbenannt worden, der größte Markt der Stadt, der ehemalige Grand Bazaar, heißt heute Goubert Market, und auch ein Stadtviertel Puducherrys trägt ihm zu Ehren den Namen Goubert Nagar.